# New York University Violets

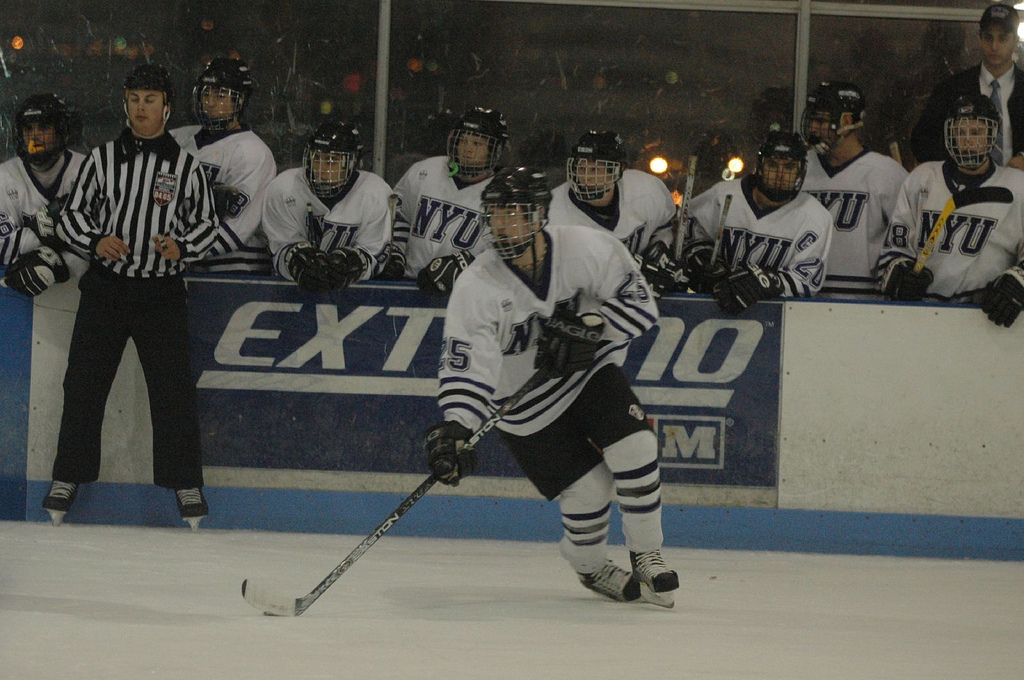
Partido de Hockey sobre hielo de los violets.

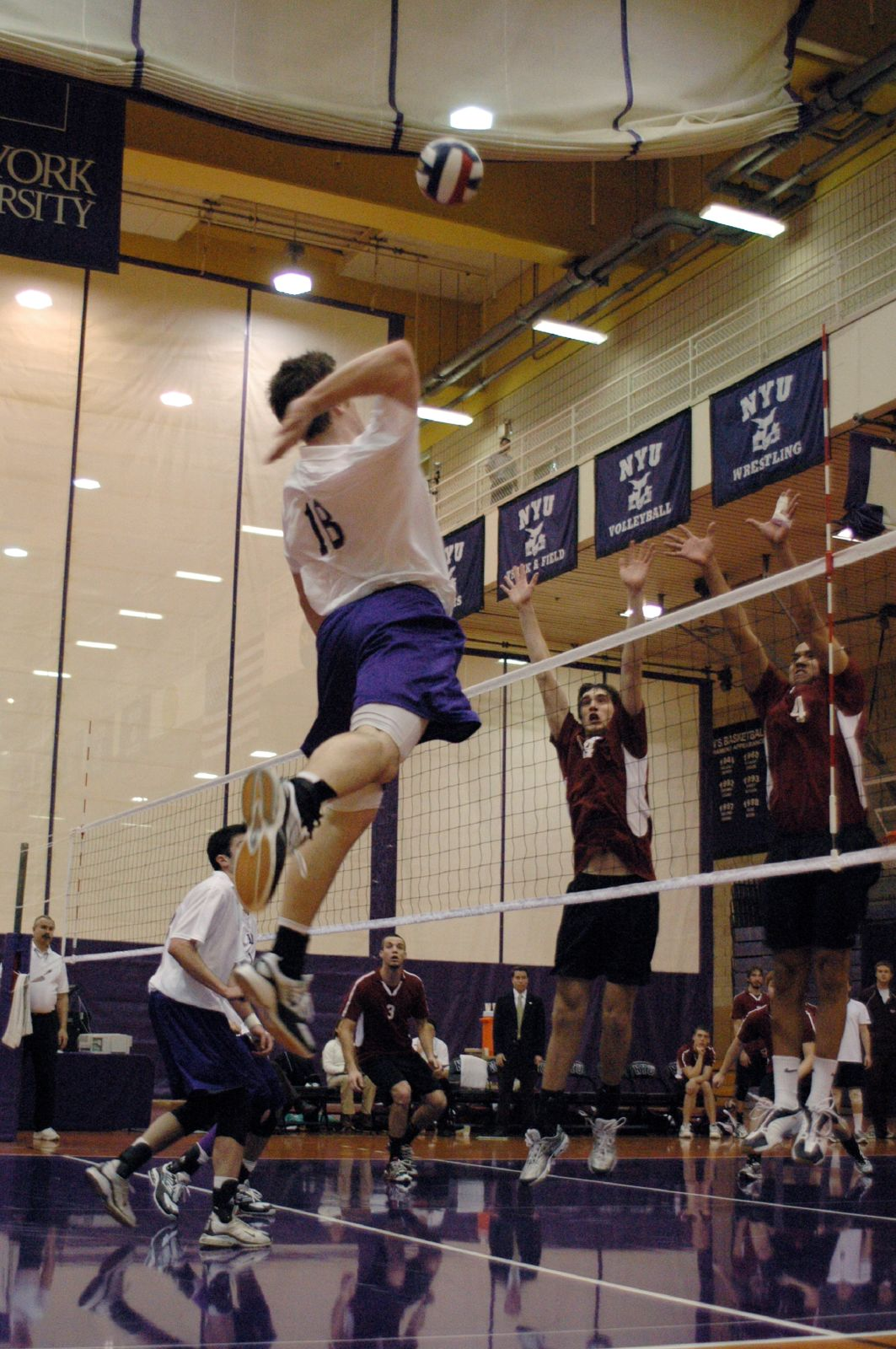
Partido de voleibol en el Coles Sports Center.

New York University Violets (español: Violetas de la Universidad de Nueva York) es el nombre de los equipos deportivos de la Universidad de Nueva York (NYU), situada en Nueva York (Estados Unidos de América). Los Violets participan en las competiciones universitarias organizadas por la NCAA, y forman parte de la University Athletic Association en todos los deportes a excepción del voleibol masculino y de la esgrima, que compiten en División I en la Eastern Collegiate Volleyball Association y en la Intercollegiate Fencing Association respectivamente. 
Sus colores son el violeta y el blanco.

## Historia
NYU siguió compitiendo en División I de la NCAA tras la creación de Divisiones en 1973, hasta que en agosto de 1981 se pasó a División III, dejando solamente la testimonial presencia de dos deportes en la división de las becas.

## Palmarés
El equipo masculino de esgrima ha ganado 12 campeonatos nacionales en División I (entre 1947 y 1976), y el femenino 10.
En División III, los Violets han ganado campeonatos nacionales en baloncesto femenino (1997) y en campo a través (2007).